# La escuela del amor
Venus con Mercurio y Cupido, La escuela del amor o La educación de Cupido es un cuadro de alrededor de 1525 del pintor italiano Correggio, ahora en la National Gallery.

## Historia
Un boceto preparatorio se conserva en el Museo Británico. Venus y Amor descubiertos por un sátiro (en el Louvre) parece ser su pareja; ese cuadro es más grande, pero Venus con Mercurio y Cupido puede haber sido cortado más tarde. Probablemente fueron encargados por Nicola Maffei (c.1487-1536) y la fama temprana de Venus con Mercurio y Cupido viene atestiguada por una copia hecha por Girolamo Mazzola Bedoli.
Sin embargo, la primera referencia escrita a las dos pinturas es de 1627, momento en el que se encontraban en la colección de Gonzaga en Mantua (los Maffei estaban estrechamente vinculados a los Gonzaga). Entre 1627 y 1628 ambas pinturas fueron adquiridas de los Gonzaga por Carlos I de Inglaterra y está demostrado como en el Palacio de Whitehall en 1639. Su colección también contenía copias de la pintura y su pareja de Peter Oliver, conocido como Venerie Coeleste (Amor sagrado) y Venerie Mundano (Amor profano) respectivamente.
En la venta de los bienes de Charles, se valoró en 800 libras esterlinas y se vendió el 23 de octubre de 1651 a Thomas Bagley, un vidriero de la casa real. Fue comprado en 1653 por el embajador español Alonso de Cárdenas por 1600 escudos (£ 400). Actuaba como agente de Luis de Haro, que tenía previsto presentárselo a Felipe IV de España. Sin embargo, cuando el cuadro llegó a Madrid, Velázquez impugnó su atribución a Correggio y Luis decidió quedárselo.
Fue heredado por el hijo de Luis, Gaspar de Haro, luego por la hija de Gaspar, Catalina, esposa de Francisco Álvarez de Toledo y Silva, décimo duque de Alba, cuya familia lo conservó hasta 1802. Ese año el ducado de Alba fue heredado de la Mª Teresa de Silva, duquesa de Alba por Carlos Miguel Fitz-James Stuart y Silva, séptimo duque de Berwick y Liria; sus parientes entablaron un litigio en su contra, en el curso del cual Carlos IV de España ordenó la venta del cuadro a Manuel Godoy. Godoy fue arrestado seis años después y el cuadro fue confiscado junto con el resto de sus bienes por Joachim Murat, quien se lo llevó a Nápoles. Después de la derrota y ejecución de Murat durante los Cien Días en 1815, su viuda Carolina Bonaparte huyó a Viena, llevándose el cuadro con ella. Más tarde, ese mismo año, lo vendió al futuro tercer marqués de Londonderry. En 1834, Londonderry lo vendió a la National Gallery de Londres, donde ahora se exhibe.

## Otras versiones
Se conocen al menos cuatro copias tempranas de la pintura:
- antigua propiedad del Barón Massias en París,
- Ham House, cerca de Londres, tiene sin duda una copia hecha cuando la pintura estaba en Londres, ahora National Trust.[5]
- antigua propiedad del barón Brukenthal en Hermannstadt (ahora en el Museo Nacional Brukenthal)
- antigua propiedad de Marguerite Pelouze en el castillo de Chenonceau.

Al menos dos versiones, las de Sibiu y Chenonceau, todavía se exhiben como obras auténticas de Correggio.